# Хулубешть (Джурджу)
Хулубешть, Хулубешті (рум. Hulubești) — село у повіті Джурджу в Румунії. Входить до складу комуни Келугерень.
Село розташоване на відстані 32 км на південь від Бухареста, 29 км на північ від Джурджу.

## Населення
За даними перепису населення 2002 року у селі проживали 1910 осіб. Усі жителі села рідною мовою назвали румунську.
Національний склад населення села:
| Національність | Кількість осіб | Відсоток |
| -------------- | -------------- | -------- |
| румуни         | 1867           | 97,7%    |
| цигани         | 42             | 2,2%     |